# Barkarö
Barkarö är en tätort i Västerås kommun och kyrkbyn i Västerås-Barkarö socken.
Barkarö ligger en mil sydväst om Västerås med närhet till Mälaren och Asköfjärden. I Barkarö finns Västerås-Barkarö kyrka och två skolor för årskurserna 1-6 samt en bygdegård

## Befolkningsutveckling
| Befolkningsutvecklingen i Barkarö 1970–2020                                    | Befolkningsutvecklingen i Barkarö 1970–2020 | Befolkningsutvecklingen i Barkarö 1970–2020 | Befolkningsutvecklingen i Barkarö 1970–2020 | Befolkningsutvecklingen i Barkarö 1970–2020 |
| ------------------------------------------------------------------------------ | ------------------------------------------- | ------------------------------------------- | ------------------------------------------- | ------------------------------------------- |
|                                                                                |                                             |                                             |                                             |                                             |
| År                                                                             |                                             |                                             | Folkmängd                                   | Areal (ha)                                  |
| 1970                                                                           | 1970                                        |                                             | 787                                         |                                             |
| 1975                                                                           | 1975                                        |                                             | 1 037                                       |                                             |
| 1980                                                                           | 1980                                        |                                             | 1 002                                       |                                             |
| 1990                                                                           | 1990                                        |                                             | 943                                         | 70                                          |
| 1995                                                                           | 1995                                        |                                             | 879                                         | 70                                          |
| 2000                                                                           | 2000                                        |                                             | 873                                         | 70                                          |
| 2005                                                                           | 2005                                        |                                             | 963                                         | 76                                          |
| 2010                                                                           | 2010                                        |                                             | 1 163                                       | 85                                          |
| 2015                                                                           | 2015                                        |                                             | 1 404                                       | 143                                         |
| 2020                                                                           | 2020                                        |                                             | 1 549                                       | 116                                         |
| Anm.: Ny tätort 1970, 2020 utbröts Barkaröby som 2023 åter var del av tätorten |                                             |                                             |                                             |                                             |